# Халлутуш-Иншушинак
Халлутуш-Иншушинак («Друг (покровитель) страны Иншушинак») — царь Элама, правил приблизительно в 1205 — 1185 годах до н. э.
Родоначальник новой династии, получившей своё имя Шутрукиды по наиболее известному представителю этого семейства Шутрук-Наххунте сыну Халлутуш-Иншушинака. Происхождение Халлутуш-Иншушинака остается тайной; также не известно, был ли он в родстве с Игехалкидами. По всей вероятности, новая династия была связана тесными узами родства с юго-восточным Аншаном, районом сегодняшнего Фахлиана и восточнее до Персеполя. О деяниях Халлутуш-Иншушинака нам ничего не известно.
| Шутрукиды                    |                                     |                             |
| Предшественник: Китен-Хутран | царь Элама ок. 1205 — 1185 до н. э. | Преемник: Шутрук-Наххунте I |